# Мухаммад аль-Фадл
Мухаммад аль-Фадл (*д/н–1838) — султан Дарфуру в 1803—1838 роках.

## Життєпис
Походив з династії Кейра. Син султана Абд ар-Рахмана та Ум Боси, доньці вождя племені біго. Посів трон 1838 року. Невдовзі вступив у протистояння з аль-шейхом Мухаммадом Курра, який за батька набув чималої ваги. 1804 року наказав того стратити. Призначив новим аль-шейхом (першим міністром) Маліка аль-Футаві.
Зосередив головну увагу на збереженні влади в басейні Нілу. Підтримував мамлюків, що втекли з Єгипту після заколоту албанців на чолі з Мухаммедом Алі.
Велику увагу приділяв контролю над східними шляхами трансахарської торгівлі. До 1820 року работоргівля приносила скарбниці Дарфуру чималий зиск, є свідчення європейців, що в цей час з Дарфуру відправлялося щорічно від 5 тис. до 12 тис. рабів.
Після 1815 року зміг втрутитися в боротьбу за трон у султанаті Вадай, завдяки чому відновив зверхність Дарфурського султанату над цією державою.
У 1820 році почалася відкрито війна з Мухаммедом Алі, правителем Єгипту, що прагнув захопити Судан. 1821 року в битві біля м. Бара дарфурська армія зазнала тяжкої поразки. Причини були в поганому озброєні, насамперед вогнепальної зброї, та застарілій тактиці бою. Втім повстання арабів на Нілі змусило єгиптян відступити. У 1822 році війна поновилася, внаслідок чого Дарфур втратив вихід до Нілу. У 1824 році єгипетські війська зайняли долину Нілу, де заснували свою резиденцію Хартум.
З цього часу починається послаблення Дарфурського султанату. Мухаммад аль-Фадл не зміг осучаснити армію, яка скоротилася до 3 тис. вершників (більш-менш професійних) та 70 тис. піхоти, яку формували з племен та підданців. На озброєні залишалася застаріла вогнепальна зброю.
У 1834 році надав допомогу Мухаммад аль-Шаріфу, що став новим колаком Вадаю. Допомагав тому до самої смерті, у 1835 році зайнявши значну частину цієї держави. Планував приєднати Вадай до Дарфуру, але раптово помер 1838 року. Йому спадкував син Мухаммад аль-Хусейн.